# المواصلات في مدريد

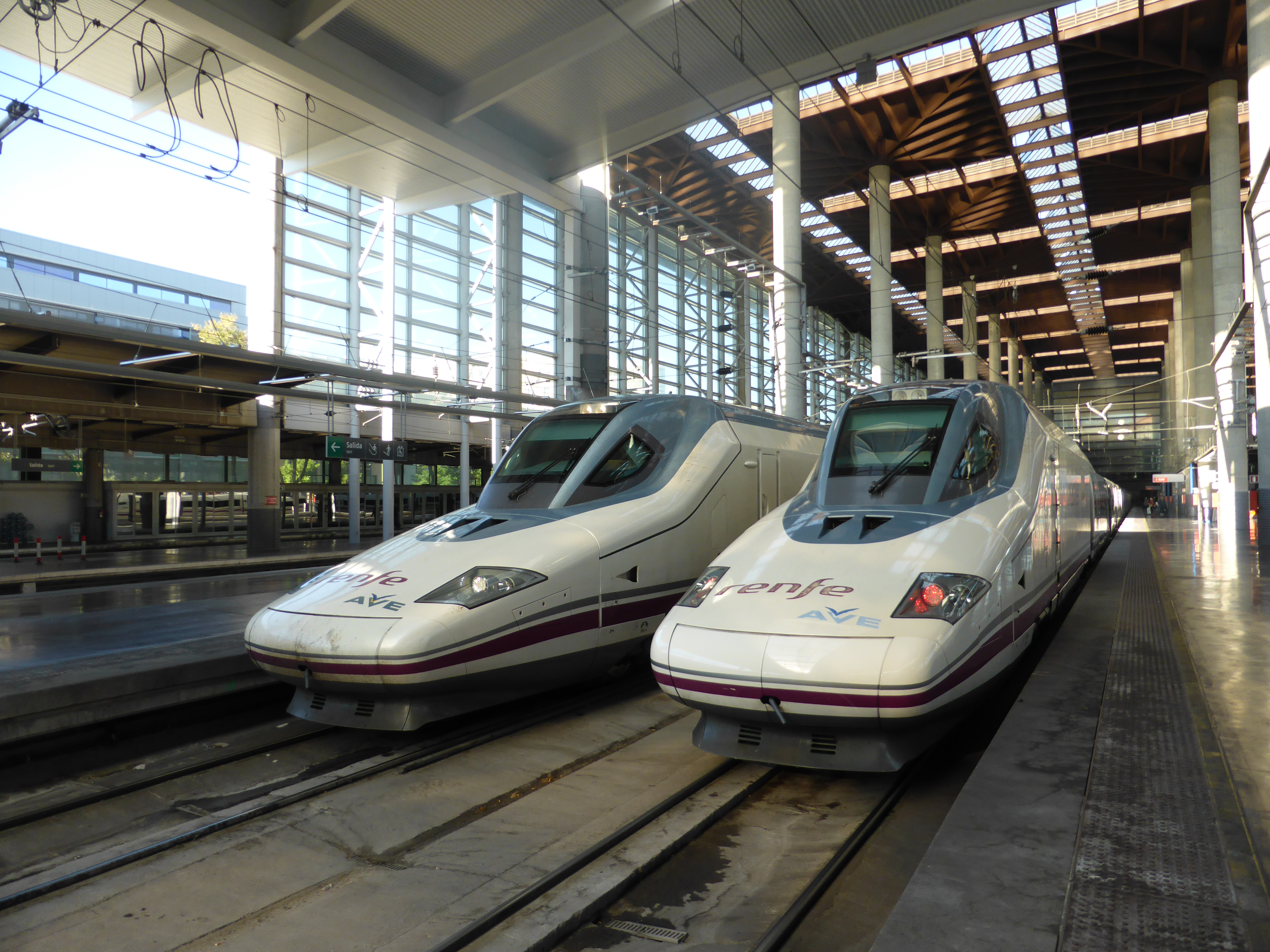
قطارات الإسبانية عالية السرعة (AVE) في محطة قطار أتوتشا بمدريد

تتمتع مدريد ببنية تحتية متطورة للغاية في مجال النقل. تُعدّ روابط الطرق والسكك الحديدية والجوية حيوية للحفاظ على مكانة مدريد الاقتصادية كمركز رائد للتوظيف والمشاريع والتجارة والسياحة، حيث توفر اتصالات فعالة ليس فقط مع أجزاء أخرى من المنطقة، ولكن أيضًا مع بقية إسبانيا وأوروبا ككل. يتنقل ثلاثة أرباع مليون شخص إلى المدينة للعمل، ويتوفر لهؤلاء وغيرهم من المسافرين المحليين شبكة طرق حضرية عالية السعة ونظام نقل عام مُستخدم جيدًا يعتمد على المترو وخطوط السكك الحديدية المحلية سيركانياس وشبكة كثيفة من خطوط الحافلات.
من حيث النقل لمسافات أطول، تُعدّ مدريد العقدة المركزية لنظام الطرق السريعة (اوتوفياز) وشبكة السكك الحديدية عالية السرعة (AVE)، التي جعلت المدن الكبرى مثل إشبيلية وبرشلونة في غضون ساعتين ونصف من وقت السفر. كما تُعدّ مدريد موطنًا لمطار مدريد باراخاس، رابع أكبر مطار في أوروبا. إن موقع مدريد في وسط شبه الجزيرة يجعلها قاعدة لوجستية رئيسية.

## النقل المحلي
يشغل سكان البلديات الأخرى 744,000 وظيفة في المدينة، بينما يعمل 242,000 من سكان العاصمة في وظائف خارجها. و بالتالي، فإن تدفقات الركاب تكون في الغالب داخلة إلى وسط المدينة وخارجة منها، على الرغم من أن زيادة لامركزية النشاط الاقتصادي إلى الضواحي تُغيّر هذا النمط.
من وجهة نظر النقل المستدام، فقد كان أداء مدريد جيدًا نظرًا لتراصّ وسط المدينة والنوى الطرفية متوسطة إلى عالية الكثافة، مما يُفضّل استخدام وسائل النقل العام وحركة المشاة. وتظهر نقاط الضعف في "الأطراف الجديدة"، مع التطورات السكنية منخفضة الكثافة وانتشار وجهات الرحلات، مما يؤدي إلى زيادة استخدام السيارات.

### الطرق

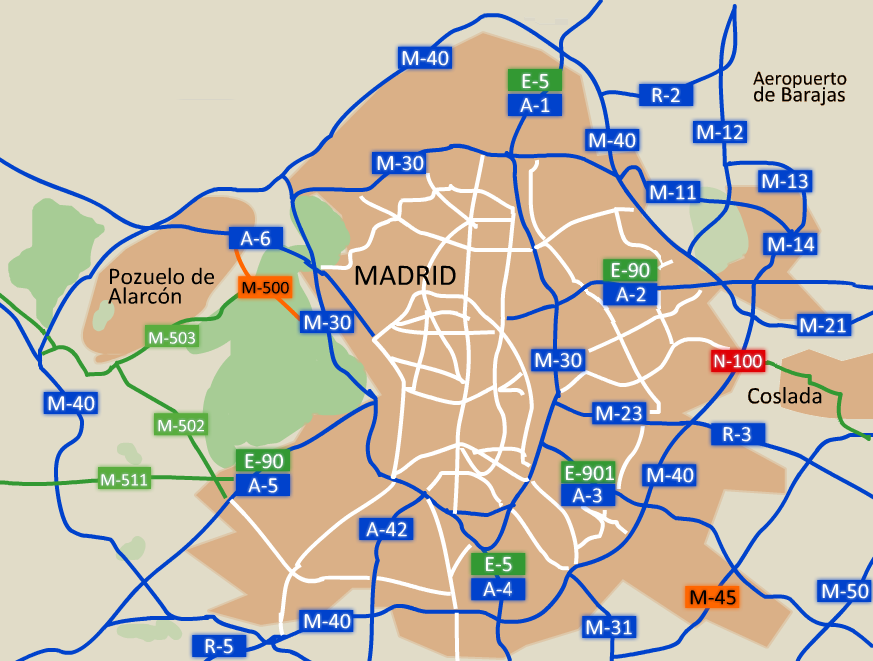
شبكة الطرق السريعة المركزية في مدريد

دعم التوسع الخارجي لمدريد بعد عام 1960 شبكة متنامية من الطرق الشعاعية. وفوق كل ذلك، مكّنت هذه الطرق حركة تنقل الركاب إلى وسط المدينة. كما أصبح من الضروري إنشاء أول طريق سريع مداري، وهو ام30، الذي كان يهدف إلى تسهيل مرور حركة المرور لمسافات طويلة، ولكنه غُزي بحركة المرور المحلية. يتألف المخطط الذي نُفذ في نهاية الثمانينيات من تسعة طرق سريعة شعاعية (تلك المتجهة نحو برغش وبرشلونة وفالنسيا والأندلس وطليطلة وفوينلابرادا وإكستريمادورا وقرجيطة وكولمينار فيجو) ولكن طريقًا مداريًا واحدًا فقط - وهو ام30. اُضيفت ثلاثة طرق مدارية أخرى، لكل منها مسافة أكبر من المركز، في التسعينيات والألفينيات. يُشار إليها بـ ام40 وام45 وام50.
كان أحدث مخطط كبير هو تحسين ام30. هذا الطريق هو الطريق السريع الدائري الداخلي لمدريد. تجري أجزاء كبيرة من ام30 تحت الأرض، وتحتوي أنفاق الطرق السريعة الحضرية على أقسام يزيد طولها عن 6 كيلومترات (3.73 ميل) وتتراوح من 3 إلى 6 حارات في كل اتجاه. بين المدخل الجنوبي لنفق أفينيدا دي بورتوغال والمخرج الشمالي للطريق الالتفافي الجنوبي ام30، يوجد ما يقرب من 10 كيلومترات (6.21 ميل) من الأنفاق المتواصلة. ام40 هو طريق سريع حلقي يحد مدريد بمتوسط مسافة 10.07 كيلومترات (6.26 ميل) ويبلغ طوله الإجمالي 63.3 كيلومترًا (39.33 ميلًا). ام45 هو حلقة جزئية حول المدينة تخدم منطقة مدريد الحضرية. بُني للمساعدة في تخفيف الازدحام على ام40 من الجنوب إلى الشمال الشرقي، ويمتد بين ام40 وام50 حيث يكون الطريقان السريعين الحلقيين أكثر انفصالًا. ام50 هو الطريق الخارجي من الطرق السريعة المدارية في مدريد ويبلغ طوله الإجمالي 85 كيلومترًا (52.82 ميلًا). يخدم بشكل أساسي المنطقة الحضرية بمتوسط مسافة 13.5 كيلومترًا (8.39 ميلًا).
الطرق السريعة الرئيسية ذات التصميم التفرعي في مدينة مدريد هي:
| الإشارة | الفئة                         | مسار الرحلة                                                                        |
| ------- | ----------------------------- | ---------------------------------------------------------------------------------- |
| A-1     | الطريق السريع الشمالي         | مدريد – أراندا دي دويرو – برغش – ميراندا دي إيبرو – فيتوريا-غاستيز – سان سيباستيان |
| A-2     | الطريق السريع شمال شرق البلاد | مدريد – وادي الحجارة – سرقسطة – لاردة – برشلونة                                    |
| A-3     | الطريق السريع الشرقي          | مدريد – بلنسية                                                                     |
| A-4     | الطريق السريع الجنوبي         | مدريد – قرطبة – إشبيلية – شريش – قادس                                              |
| A-5     | الطريق السريع الجنوبي الغربي  | مدريد – طلبيرة – نافالمورال دي لا ماتا – ماردة – بطليوس – البرتغال                 |
| A-6     | الطريق السريع الشمالي الغربي  | مدريد – ميدينا ديل كامبو – بينافينتي – أسترقة – بونفيرادا – لك – قرجيطة            |
| A-42    | طريق طليطلة السريع            | مدريد – إليسكاس – طليطلة                                                           |

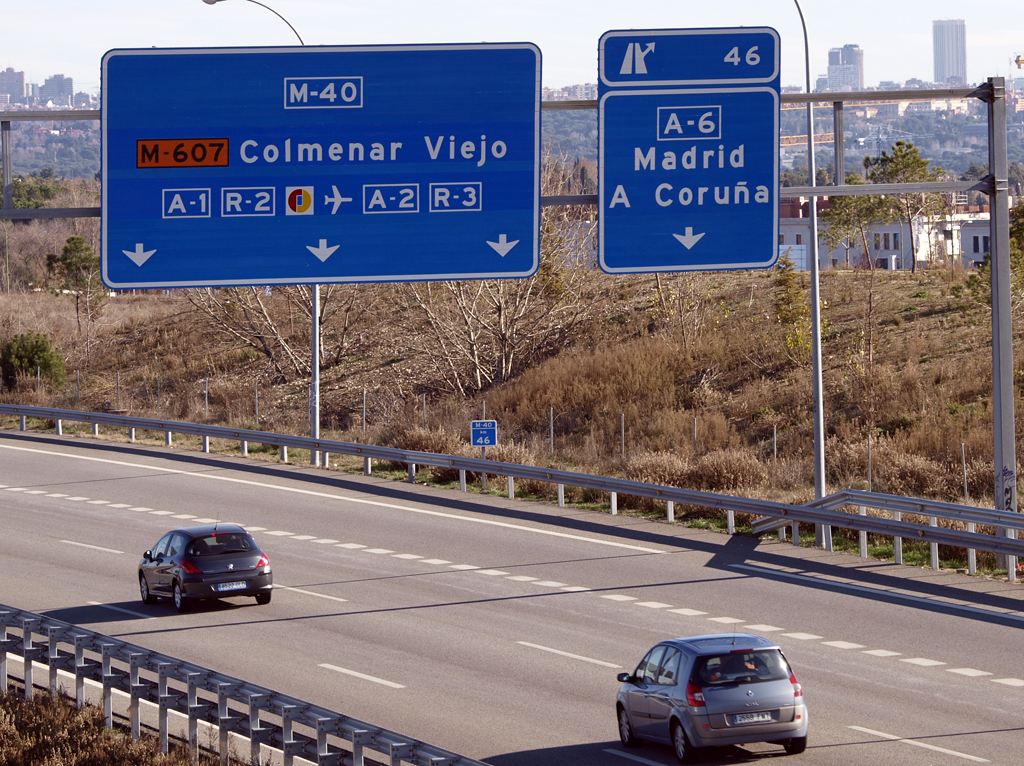
ام40 الكيلو 46

في الآونة الأخيرة، تشكل أربعة طرق سريعة متفرعة جديدة ذات رسوم مرور (تُسمى R-n بدلاً من A-n)، مذكورة أدناه، نمطًا جديدًا للوصول إلى العاصمة، حيث تندمج مع نظيراتها من الطرق السريعة (اوتوفيا) بعيدًا عن مدريد. الميزة الرئيسية لهذه الطرق هي أنها تسمح بسفر سريع حقيقي من الكيلومتر الأول. ومع ذلك، غالبًا ما كانت هذه الطرق غير مُستغلة بالقدر الكافي، خاصة بعد الأزمة الاقتصادية لعام 2008.
| الإشارة | الفئة               | مسار الرحلة                                    |
| ------- | ------------------- | ---------------------------------------------- |
| R-2     | مسار تلقائي متفرع 2 | مدريد (ام40)—ام50—وادي الحجارة (A-2)           |
| R-3     | مسار تلقائي متفرع 3 | مدريد (ام30) —أرجاندا ديل ري (A-3)             |
| R-4     | مسار تلقائي متفرع 4 | مدريد (ام50)—آرنخويث —أوكانيا (A-4/A-40/AP-36) |
| R-5     | مسار تلقائي متفرع 5 | مدريد (ام40)—نابالكارنيرو (A-5)                |
| M-12    | محور المطار         | مدريد (ام40) —ام11 — محطة مطار باراخاس 4 — A-1 |

أدى الاستثمار في الطرق إلى إنشاء شبكة طرق حضرية عالية القدرة، مما يسهل الاتصالات بين البلديات الخارجية، وقادرة على الصمود في وجه الإغلاقات بسبب الأعمال أو الحوادث. ومع ذلك، فقد فضلت الطرق المدارية الجديدة انتشار وتفتيت المناطق السكنية ومناطق النشاط الاقتصادي، مما أدى إلى مجموعة من التطورات الحضرية المنفصلة عن بعضها البعض، والتي تعتمد اعتمادًا كبيرًا على المركبات الخاصة.
في عام 2018، كانت طرق مدريد هي الأكثر أمانًا في جميع أنحاء إسبانيا حيث بلغ عدد الوفيات الناجمة عن حوادث المرور 18 حالة وفاة فقط لكل مليون نسمة.

### المواصلات العامة

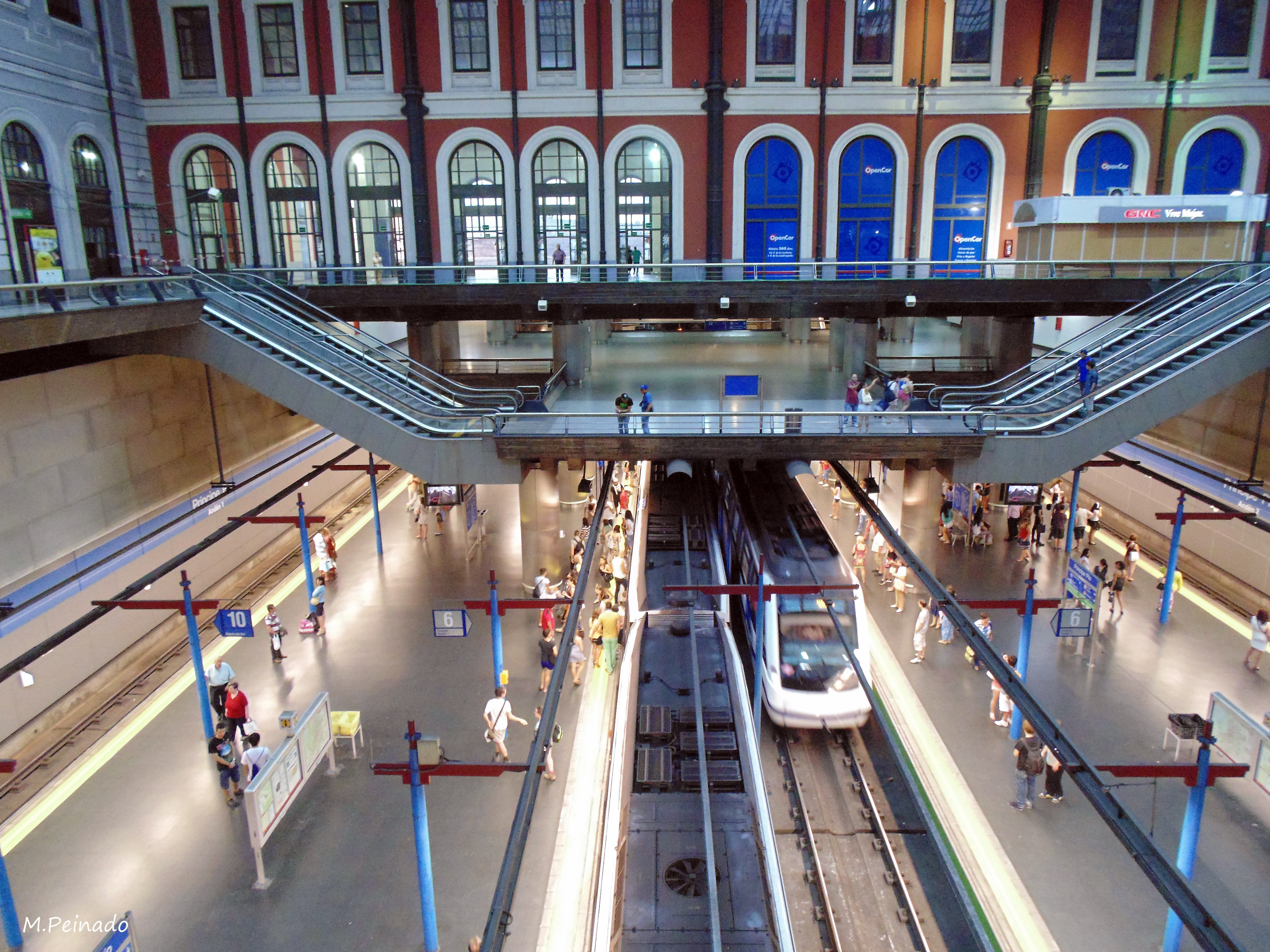
النقل السريع في مركز النقل برينسيبي بيو

أنشأت مدريد نظامًا للنقل العام، وهو ثمرة سياسات طويلة الأجل تدعم توسيع شبكات المترو و "سيركانياس" (قطارات الضواحي)، وتحسين شبكات الحافلات، وبناء 28 محطة تبادل للنقل، وتقديم إعانات للنقل العام.
أحصى مسح للتنقل في عام 2004 عدد 14.5 مليون رحلة يوميًا في المنطقة، منها 10.0 ملايين رحلة آلية. وقعت 48.6٪ من الأخيرة بالكامل داخل المدينة، وبدأت أو انتهت 22.5٪ في المدينة، وكانت 28.9٪ بالكامل خارج المدينة. اُستخدم النقل العام في 69.1٪ من الرحلات داخل المنطقة الوسطى، وانخفضت إلى 27.3٪ في المحيط الخارجي (المنطقة الإقليمية). استحوذ المترو على 40٪ من الرحلات بواسطة النقل العام، والحافلات 30٪، وحافلات النقل بين المدن 10٪، و "سيركانياس" 10٪. تُظهر أرقام أحدث، لعام 2013، عدد الركاب المنقولين سنويًا بواسطة الحافلات 404 مليون، والمترو 563 مليون، و "سيركانياس" 153 مليون. تعتمد المدينة الداخلية في النقل بشكل أساسي على المترو وخدمة حافلات EMT (شركة النقل البلدية في مدريد). فيما يتعلق بالمحيط، يعتمد النقل العام قبل كل شيء على "سيركانياس" وحافلات النقل بين المدن. يتوسع المترو أيضًا في أجزاء من المنطقة الخارجية.

#### الحافلات
تُدعم شبكة السكك الحديدية بشبكة متنامية باستمرار من حافلات المدينة. بلغ الطول الإجمالي لشبكة حافلات مؤسسة النقل البلدية في مدريد (EMT) في نهاية عام 2013 ما مقداره 3,690 كيلومترًا (2,293 ميلًا)، مما يمثل زيادة بنسبة 31٪ خلال السنوات الثماني الماضية. تُشغل هذه الخطوط بواسطة أسطول متزايد يضم أكثر من 3,000 مركبة. تتميز شبكة EMT بكثافتها العالية، حيث تضم 217 خطًا وأكثر من 10,000 محطة توقف، ويعيش جميع سكان البلدية تقريبًا على بُعد 300 متر من محطة للحافلات. حافلات مدريد هي نظام النقل العام الوحيد المتاح على مدار الساعة حيث تغلق شبكة المترو بين الساعة 2:00 و6:00 صباحًا. تعمل حافلات الليل، المعروفة أيضًا باسم "Buhos" (البوم)، من الساعة 11:45 مساءً حتى الساعة 6:00 صباحًا. قد يجعل الازدحام المروري الشديد في مدريد حافلات المدينة في بعض الحالات وسيلة نقل بطيئة إلى حد ما، لكن مدينة مدريد لديها أكثر من 90 كيلومترًا من الخطوط الخاصة بالحافلات وسيارات الأجرة للمساعدة في حل هذه المشكلة. تُشغل الحافلات التي تخدم المناطق الخارجية بواسطة 33 شركة خاصة، تُنسق بواسطة اتحاد النقل الإقليمي في مدريد. هذه الشبكة متشعبة بشكل أساسي.

خريطة مترو مدريد

#### المترو
يخدم مترو مدريد (Metro de Madrid) حوالي خمسة ملايين نسمة، وهو أحد أكثر شبكات المترو اتساعًا والأسرع نموًا في العالم. مع إضافة حلقة تخدم الضواحي الواقعة جنوب غرب مدريد تسمى متروسور أو الخط 12، أصبح الآن ثاني أطول نظام مترو في أوروبا الغربية بعد مترو أنفاق لندن. بعد العديد من مشاريع التوسعة في أوائل العقد الأول من القرن الحادي والعشرين، يتكون حاليًا من 293 كيلومترًا (182 ميلًا) من مسارات السكك الحديدية تحت الأرض في الغالب وما مجموعه 302 محطة.
يُعد النظام عاشر أطول مترو في العالم، على الرغم من أن مدريد هي فقط المنطقة الحضرية الخمسين من حيث عدد السكان في العالم تقريبًا. وضعه نموه السريع في العشرين عامًا الماضية بين أسرع الشبكات نموًا في العالم، على قدم المساواة مع مترو شنغهاي ومترو أنفاق بكين. على عكس حركة المرور العادية على الطرق والسكك الحديدية الإسبانية، تستخدم قطارات مترو مدريد القيادة على الجانب الأيسر على جميع الخطوط تقريبًا بسبب كون حركة المرور على الجانب الأيسر هي القاعدة في مدريد حتى عام 1924.
تتكون شبكة المترو من 302 محطة. بها 12 خطًا، وخط فرعي واحد وثلاثة خطوط ترام مترو ليجيرو (مترو خفيف). تتكون الشبكة من خطوط قطرية، متصلة بخط دائري واحد (الخط 6). يوفر تغطية جيدة لجزء كبير من البلدية - يعيش حوالي 50٪ من السكان على بعد 600 متر من محطة مترو.

#### السكك الحديدية المحلية
تدير الشركة الوطنية للسكك الحديدية الإسبانية (Renfe) الغالبية العظمى من خطوط السكك الحديدية في إسبانيا. تُعد مدريد سيركانياس خدمة قطارات الضواحي التي تخدم مدريد ومنطقتها الحضرية. تُشغل بواسطة سيركانياس، قسم قطارات الضواحي في السكك الحديدية الإسبانية. يبلغ الطول الإجمالي 382 كيلومترًا (237.4 ميلًا). المحطات الرئيسية للسكك الحديدية هي أتوشا في الجنوب وكامارتين في الشمال. تتكون شبكة سيركانياس من 9 خطوط و 98 محطة.

#### وسائل النقل الأخرى
تمتلك مدريد تلفريكًا واحدًا، هو تلفريك مدريد (Teleférico de Madrid)، الذي يربط منتزه ديل أوستي بكاسا دي كامبو. اُطلق برنامج مشاركة الدراجات BiciMAD في عام 2014.واُطلق أحدث طراز من الدراجات الكهربائية في ربيع عام ٢٠٢٣. وهي مصنوعة من الألومنيوم المعاد تدويره، وهي أكثر سهولة في التحكم، ومريحة، وقوية، ومصممة لتحسين تجربة المستخدمين.

#### إحصائيات النقل العام في مدريد
يبلغ متوسط الوقت الذي يقضيه الأشخاص في التنقل باستخدام وسائل النقل العام في مدريد، على سبيل المثال من وإلى العمل، في أحد أيام الأسبوع 62 دقيقة. 13٪ من مستخدمي النقل العام، يركبون لأكثر من ساعتين كل يوم. يبلغ متوسط الوقت الذي ينتظره الأشخاص في محطة أو موقف للحافلات أو القطارات 11 دقيقة، بينما ينتظر 13٪ من الركاب أكثر من 20 دقيقة في المتوسط كل يوم. يبلغ متوسط المسافة التي يقطعها الأشخاص عادةً في رحلة واحدة باستخدام وسائل النقل العام 9.5 كيلومترات، بينما يسافر 25٪ لمسافة تزيد عن 12 كيلومترًا في اتجاه واحد.

## النقل لمسافات طويلة
على الرغم من بعدها عن المراكز الكبرى الأخرى في الاتحاد الأوروبي، فإن روابط النقل الحديثة تقلل من هذا العائق. كان هناك استثمار كبير في البنية التحتية للنقل مع التركيز على مدريد، بما في ذلك الطرق السريعة الشريانية والسكك الحديدية عالية السرعة ومطار مدريد باراخاس.

### الطرق
كما ذُكر أعلاه، تُعد مدريد النقطة المحورية لشبكة الطرق السريعة ذات السعة العالية (أوتوفيا)، حيث تربطها بمعظم أنحاء البلاد بالإضافة إلى فرنسا والبرتغال. تُعتبر شبكة الطرق الآن مكتملة إلى حد كبير، مع تحول الاهتمام إلى الصيانة والسلامة على الطرق.

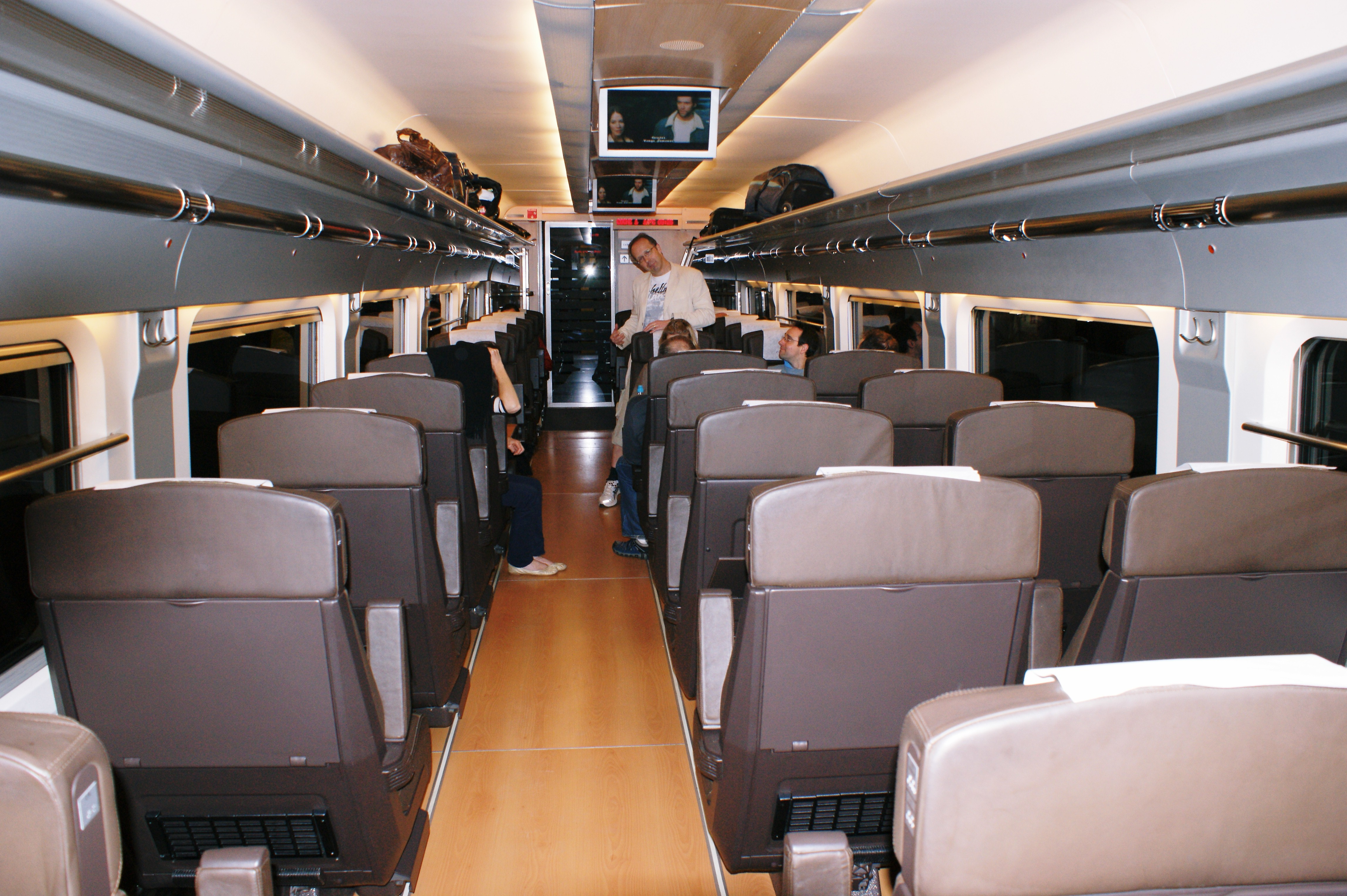
الجزء الداخلي من عربة الدرجة الأولى لشركة ألستوم AVE على خط قرطبة - مدريد أتوتشا عالي السرعة.

### السكك الحديدية عالية السرعة
تُصنف مدريد جنبًا إلى جنب مع طوكيو وباريس كواحدة من أكبر ثلاثة مراكز للسكك الحديدية عالية السرعة في العالم، حيث تعمل كنقطة محورية لشبكة السكك الحديدية الإسبانية عالية السرعة، الإسبانية عالية السرعة (AVE)، التي اُفتتحت في عام 1992 مع افتتاح خط مدريد-إشبيلية. يوجد الآن 2900 كيلومتر من مسار الإسبانية عالية السرعة، يربط مدريد ببرشلونة ومالقة وإشبيلية وبلنسية وبلد الوليد وسرقسطة و 11 عاصمة إقليمية أخرى. اُنشئ نفق بين المحطتين النهائيتين أتوشا وكامارتين، ووُسعت أتوشا. تضفي الطبيعة الشعاعية والتوسع الكبير لشبكة الإسبانية عالية السرعة على مدريد إمكانية وصول استثنائية بالسكك الحديدية: يستغرق وقت الرحلة ساعتين و 30 دقيقة فقط إلى برشلونة وإشبيلية. سيزداد الاتصال من مدريد بواسطة الإسبانية عالية السرعة بسبب الخطوط قيد الإنشاء إلى غاليسيا وأشتورية وإقليم الباسك ولقنت ومرسية وإكستريمادورا. استخدم حوالي 23 مليون مسافر الإسبانية عالية السرعة في عام 2011. استحوذت الإسبانية عالية السرعة على حصة كبيرة من السفر على الطرق التي تخدمها: منذ افتتاح الخط إلى إشبيلية، زادت الرحلات بالقطار بين المكانين من 14٪ إلى 50٪، بينما انخفضت الرحلات الجوية من 11٪ إلى 4٪ والرحلات البرية من 75٪ إلى 46٪.

### شحن البضائع بالسكك الحديدية
يُعد خط سكة حديد ييوو - مدريد أطول خط سكة حديد لنقل البضائع في العالم، حيث يبلغ طوله 8111 ميلًا. يربط العاصمة الإسبانية بفرنسا وألمانيا وبولندا وبيلاروسيا وروسيا وكازاخستان والصين.

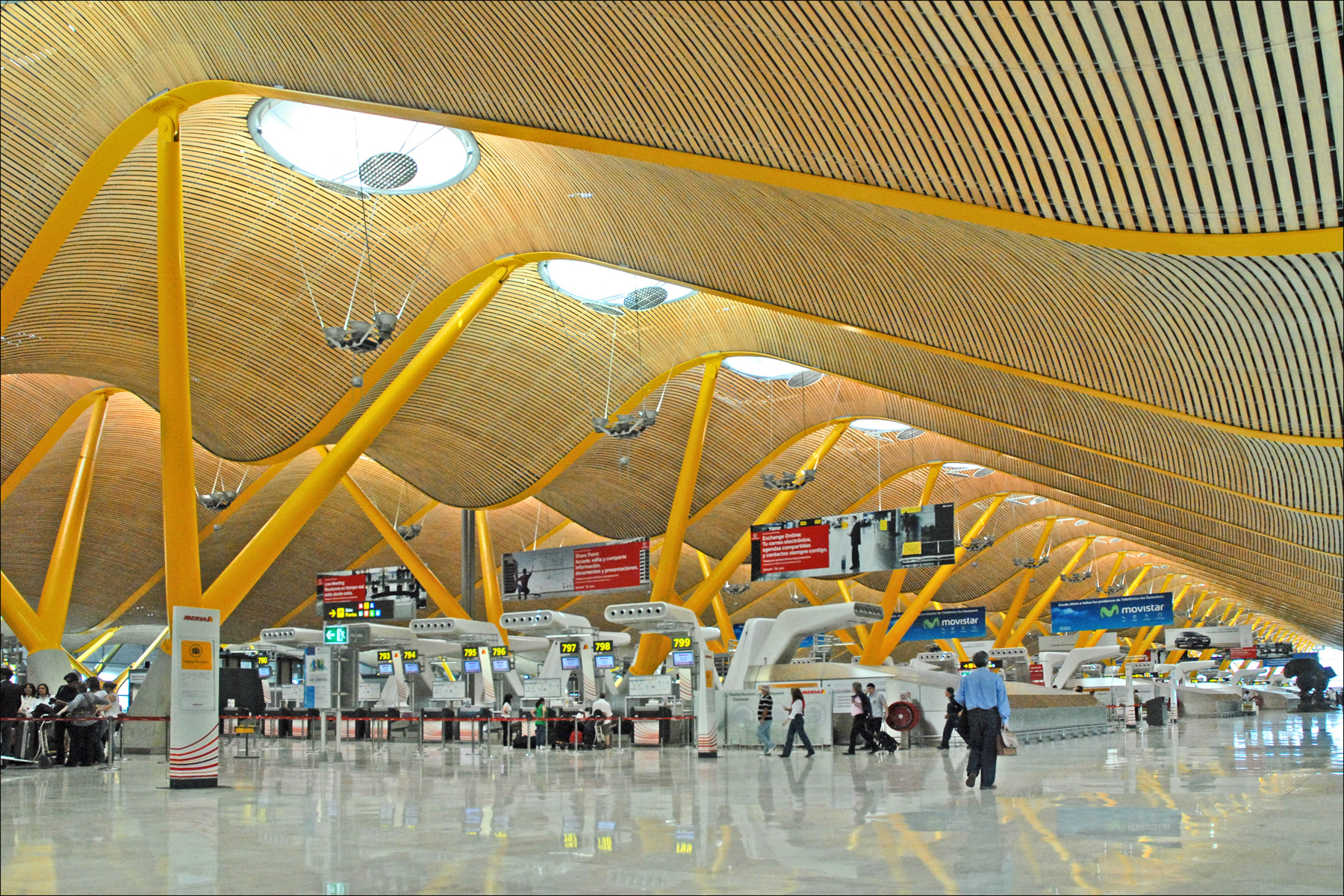
مطار أدولفو سواريز مدريد باراخاس (محطة T4)

### النقل الجوي
مطار مدريد باراخاس هو أكثر المطارات ازدحامًا في إسبانيا، وهو المركز الرئيسي لشركة الخطوط الجوية الأيبيرية. يُعتبر المطار مهمًا لاقتصاد المدينة باعتباره أكبر الأعمال التجارية في مدريد، ويُقدر أنه يُولد 44000 وظيفة مباشرة و 210000 وظيفة بشكل غير مباشر، ويعمل كبوابة رئيسية لشبه الجزيرة الأيبيرية من أوروبا وأمريكا وبقية العالم. في عام 2013، تعامل باراخاس مع 39.74 مليون مسافر (بانخفاض قدره 20٪ عن ذروة بلغت 49.87 مليونًا في عام 2011)، منهم 70٪ من المسافرين الدوليين، بالإضافة إلى 343.62 مليون طن من الشحن. تجعل أحجام الركاب منه أكبر وأكثر المطارات ازدحامًا في إسبانيا، وفي نفس العام كان المطار رقم 29 الأكثر ازدحامًا في العالم والسادس الأكثر ازدحامًا في أوروبا. تُمثل حركة الشحن الجوي عبر براخس 52٪ من إجمالي الشحن الجوي في إسبانيا، و 83.4٪ من الشحن الجوي الدولي. اُنشئت محطة رابعة جديدة، مما قلل بشكل كبير من التأخيرات وضاعف قدرة المطار إلى أكثر من 70 مليون مسافر سنويًا. واُنشئ أيضًا مدرجين إضافيين، مما جعل باراخاس مطارًا يعمل بأربعة مدارج بالكامل ويمكنه التعامل مع 120 رحلة في الساعة.
يقع المطار داخل حدود مدينة مدريد، على بعد 9 كيلومترات (5.6 ميل) من الحي المالي للمدينة و 13 كيلومترًا (8.1 ميل) شمال شرق بويرتا دي سول، المركز التاريخي لمدريد. يتمتع المطار باتصالات جيدة مع وسط المدينة عبر الطرق السريعة وسيركانياس ومترو الأنفاق. يُشتق اسم المطار من منطقة براخس المجاورة، التي لديها محطة مترو خاصة بها على نفس خط السكك الحديدية الذي يخدم المطار.
كان من المفترض أن يكون مطار ثيوداد ريال المركزي المغلق هو المطار الثاني للمدينة، ويرتبط بها عن طريق السكك الحديدية عالية السرعة.

### الحافلات
بصرف النظر عن خدمات الحافلات المحلية والإقليمية، تُعتبر مدريد أيضًا مركزًا لوصلات الحافلات لمسافات طويلة إلى العديد من الوجهات الوطنية. تتميز محطة إستاسيون سور دي أوتوبوسيس في مينديز ألفارو، وهي أكثر محطات الحافلات ازدحامًا في البلاد، أيضًا بوصلات حافلات دولية إلى مدن في المغرب بالإضافة إلى وجهات أوروبية متنوعة.

## المنصة اللوجستية
تُركّز المنطقة 54٪ من قيمة النقل الوطني للبضائع والعمليات اللوجستية، وتوظف 122 ألف شخص. بفضل الموقع المركزي، وتفرع الطرق وطرق السكك الحديدية، وأهمية المطار، فضلاً عن كونها مركزًا كبيرًا للإنتاج والاستهلاك، فهي مركز توزيع رائع. تُركّز البلدية ثلثي وظائف المنطقة في هذا القطاع، لكن هذا أصبح أكثر لامركزية. تسعى خطة إقليمية إلى إنشاء تسعة مراكز لوجستية جديدة خارج المدينة، من أجل تخفيف الازدحام عن المناطق الوسطى وترشيد سلاسل التوزيع.